# Artur Burmańczuk
Artur Wojciech Burmańczuk – polski lekarz weterynarii, doktor habilitowany nauk weterynaryjnych, profesor na Uniwersytecie Przyrodniczym w Lublinie, specjalista od farmakologii weterynaryjnej.

## Kariera naukowa
W 2001 roku na Akademii Rolniczej w Lublinie uzyskał tytuł lekarza weterynarii. W 2002 roku został zatrudniony na tejże uczelni, a w 2008 roku uzyskał na jej Wydziale Medycyny Weterynaryjnej stopień doktora nauk weterynaryjnych na podstawie rozprawy pt. Określenie farmakokinetyki cefacetrilu po dowymieniowym stosowaniu w stanach zapalnych i fizjologicznych gruczołu mlekowego u krów, której promotorem był Cezary Kowalski. W 2018 roku ten sam wydział nadał mu stopień doktora habilitowanego nauk weterynaryjnych na podstawie pracy pt. Weryfikacja wybranych elementów metodycznych badań farmakokinetycznych i farmakodynamicznych z wykorzystaniem podania dowymieniowego, u bydła mlecznego ze szczególnym uwzględnieniem stosowania modelu kompartmentowego.